# Encierros de Elche de la Sierra
Los encierros de Elche de la Sierra (Albacete, España) son un festejo popular taurino que se celebra durante la festividad de San Blas (3 de febrero) y en las fiestas en honor a la Virgen de los Dolores y al Cristo de la Consolación (del 15 al 18 de septiembre). Son los encierros más antiguos de la zona y en 2016 fueron declarados Fiesta de Interés Turístico Regional.

## Origen y Evolución
La tradición de correr los toros es algo muy arraigado a la comarca de la Sierra del Segura; prueba de ello son los encierros que se celebran en sus 12 municipios, cada uno de ellos con su propia historia.
Si hacemos referencia a Elche de la Sierra, éste municipio también se conoce como la "cuna de los encierros" en la provincia de Albacete. Esto es así porque, en sus características actuales, los encierros hace 200 años que se vienen corriendo.
Si bien la relación del municipio con los festejos populares taurinos se remonta a muchos años antes. Los historiadores sitúan en Elche de la Sierra la antigua ciudad íbera de Hélice; escenario de la Batalla de los toros de fuego (228 a.c.), donde murió el general cartaginés Amílcar Barca frente a los iberos. En esa batalla, el jefe del ejército íbero, Orisson, colocó fajos de paja en los cuernos de los bueyes que tiraban de los carros y los situó en primera línea de batalla. Cuando las tropas del enemigo avanzaron, los oretanos encendieron la paja y azuzaron a los animales contra ellos, hecho que causó caos en el ejército cartaginés e incendió su campamento.

## Descripción del Festejo
En Elche de la Sierra los encierros se celebran anualmente en dos periodos distintos:
- El 3 de febrero, con motivo de la festividad de San Blas (Patrón del municipio).[6]
- Del 15 al 18 de septiembre, durante las fiestas en honor a la Virgen de los Dolores y al Cristo de la Consolación.[7]

Respecto al recorrido, se inician, tras un almuerzo popular, en el Corral Colorao, lugar donde se encierran las reses que participan en el mismo. A las 9 de la mañana se realiza El Apartado, que es un acto consistente en separar a los toros que correrán el encierro del resto de la manada. Tras este acto, los toros son conducidos hasta el municipio.
A las 11h, los toros llegan a Elche de la Sierra y se incorporan en el recorrido urbano, que transcurre desde el Puente del Arroyo hasta la Plaza del Ayuntamiento, pasando por el Estrecho de los Huertos, la Plaza Vieja y la Puerta de la Iglesia. A las 14h los toros se encierran y se guardan para los festejos de la tarde.

## Reconocimientos
- El 19 de diciembre de 2016, la Dirección General de Turismo, Comercio y Artesanía de la junta de Castilla-La Mancha emitió una resolución por la que se otorgó el título de Fiesta de Interés Turístico Regional a la fiesta de los Encierros de Toros de Elche de la Sierra (Albacete).[11][12]